# Norderbrarup
Norderbrarup (duń. Nørre Brarup) – miejscowość i gmina w Niemczech w kraju związkowym Szlezwik-Holsztyn, w powiecie Schleswig-Flensburg, wchodzi w skład urzędu Süderbrarup.